# Yaxkukul
Yaxkukul község és település Mexikó Yucatán államának északi részén, lakossága 2010-ben meghaladta a 2800 főt. A 2825 lakosú községközponton, Yaxkukulon kívül még hat helység tartozik hozzá: a 16 lakosú San Francisco, a 9 lakosú Alondra, a 8 lakosú San Juan de las Flores és három név nélküli település, ahol 7, 2 illetve 1 ember él.

## Földrajz
Az állam északi részén, a Mexikói-öböl partjától délre fekvő község teljes területe a tenger szintje felett körülbelül 5–20 méterrel elterülő síkvidék. Az éves csapadékmennyiség 800 és 1000  mm körül van (dél felé haladva fokozatosan növekszik), de a községnek vízfolyásai nincsenek. A mezőgazdaság a terület mintegy 43%-át hasznosítja, a többi részt főként vadon borítja.

## Népesség
A község népessége a közelmúltban folyamatosan növekedett:
| Év   | Lakosság (község) |
| ---- | ----------------- |
| 1990 | 2140              |
| 1995 | 2245              |
| 2000 | 2371              |
| 2005 | 2656              |
| 2010 | 2868              |

## Története
Yaxkukul neve a maja nyelvből származik, jelentése: „hely, ahol elsőként az istent imádják”. Az első jelentésű yaax, az isten jelentésű kú és a tisztel, imád jelentésű kuul, kuultah szavakból tevődik össze.
Alapításának ideje nem ismert, a szájhagyomány szerint a mai Valladolid város helyén egykor álló Zaci nevű településen uralkodó Ulil herceg rendelte el több expedíció szervezését, melyek célja települések, köztük Yaxkukul megalapítása volt.
Templo de la Candelaria nevű temploma a 18. században épült. Yaxkukul a 19. századtól a tengerparti partido része volt, majd amikor megalapították Tixkokob partidót, ahhoz tartozott egészen 1918-ig, amikor is önálló községgé alakult.

## Turizmus, látnivalók
Turizmusa nem jelentős, múzeumai nincsenek, a templomon kívül egy műemléke van: az egykori San Juan de las Flores hacienda főépülete.